# Hôtel Maillard (Château-du-Loir)
L'hôtel Maillard est un hôtel particulier construit à la fin du XIXe siècle, situé à Château-du-Loir, dans le département français de la Sarthe.

## Localisation
L'hôtel Maillard est situé au 3 de la rue Jahard, sur la commune de Château-du-Loir.

## Historique
L'hôtel Maillard est un hôtel particulier construit pour le maître tanneur Émile Maillard. Les décors intérieurs ont été réalisés par l'architecte parisien L. Duchamp en 1896. L'édifice fait l'objet d'une inscription au titre des monuments historiques depuis le 23 décembre 1997.